# Vestre Ringvej (Ringkøbing)
 For alternative betydninger, se Vestre Ringvej. (Se også artikler, som begynder med Vestre Ringvej)
Vestre Ringvej  er en tosporet omfartsvej der går nord om Ringkøbing. Vejen er en del af primærrute 15  der går fra Grenaa til Søndervig, og er med til at lede den tunge trafik uden om Ringkøbing centrum, så byen ikke bliver belastet af så meget gennemkørende trafik.
Vejen forbinder Søndervig Landevej i vest med af Nordre Ringvej i øst, og har forbindelse til Holstebrovej og Søndervig Landevej.